# .wf
.wf è il dominio di primo livello nazionale assegnato a Wallis e Futuna.